# Siwak (naczynie)

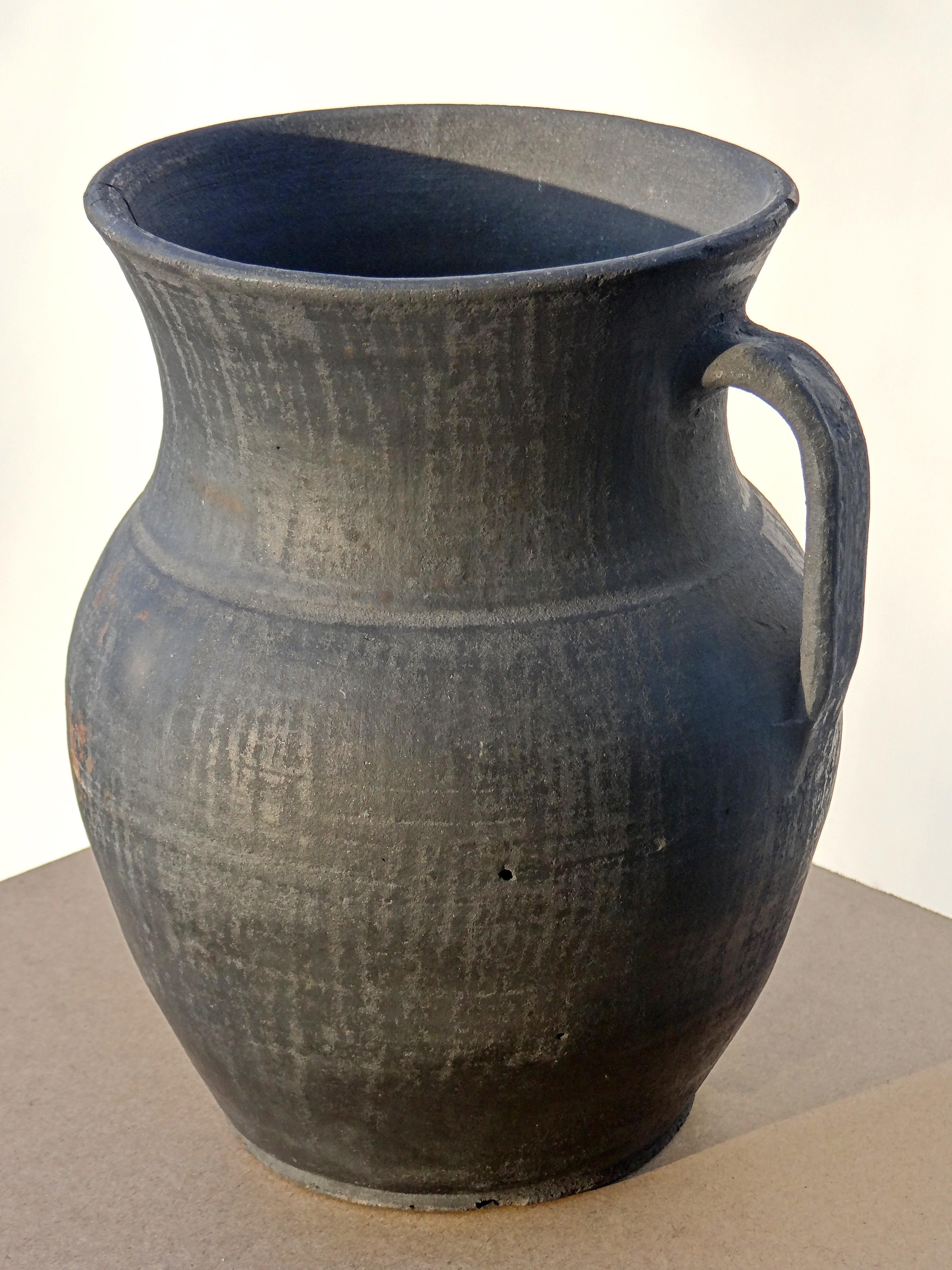
Dzban siwak.

Siwak – naczynie gliniane, nieszkliwione, w kolorze szarym, stalowosiwym lub czarnym, użytkowe lub dekoracyjne.
Barwa uzyskana jest przez odcięcie dopływu powietrza w końcowej fazie wypalania wyrobu. Wyroby zdobiono techniką gładzenia – wysuszone brzegi wygładzano przed wypaleniem w piecu. Dzięki temu zabiegowi linie gładzeń odbijały światło dając efekt połysku. Wyroby ozdabiano ornamentami poprzez rycie palcem, odpowiednim grzebykiem lub deską. We wsi Czarna Wieś Kościelna na Białostocczyźnie funkcjonuje pracownia garncarska produkująca siwaki.